# Lill-Gangelsjön
Lill-Gangelsjön är en sjö i Härjedalens kommun i Härjedalen och ingår i Ljusnans huvudavrinningsområde.